# Chepy
Chepy ist eine französische Gemeinde mit 456 Einwohnern (Stand: 1. Januar 2022) im Département Marne in der Region Grand Est (vor 2016 Champagne-Ardenne). Sie gehört zum Arrondissement Châlons-en-Champagne und zum Kanton Châlons-en-Champagne-3.

## Geographie
Chepy liegt etwa sieben Kilometer südsüdöstlich von Châlons-en-Champagne am Fluss Moivre und am Canal latéral à la Marne, die hier in einer Entfernung von etwa einem Kilometer parallel zur Marne verlaufen. Nachbargemeinden von Chepy sind Moncetz-Longevas im Norden und Nordwesten, Courtisols im Nordosten, Marson im Osten und Nordosten, Saint-Germain-la-Ville im Süden und Südosten, Mairy-sur-Marne im Südwesten sowie Sogny-aux-Moulins im Westen.
Durch die Gemeinde führt die Route nationale 44.

## Bevölkerungsentwicklung
| Jahr                       | 1962 | 1968 | 1975 | 1982 | 1990 | 1999 | 2006 | 2011 | 2018 |
| -------------------------- | ---- | ---- | ---- | ---- | ---- | ---- | ---- | ---- | ---- |
| Einwohner                  | 243  | 248  | 296  | 348  | 351  | 337  | 374  | 417  | 430  |
| Quellen: Cassini und INSEE |      |      |      |      |      |      |      |      |      |

## Sehenswürdigkeiten

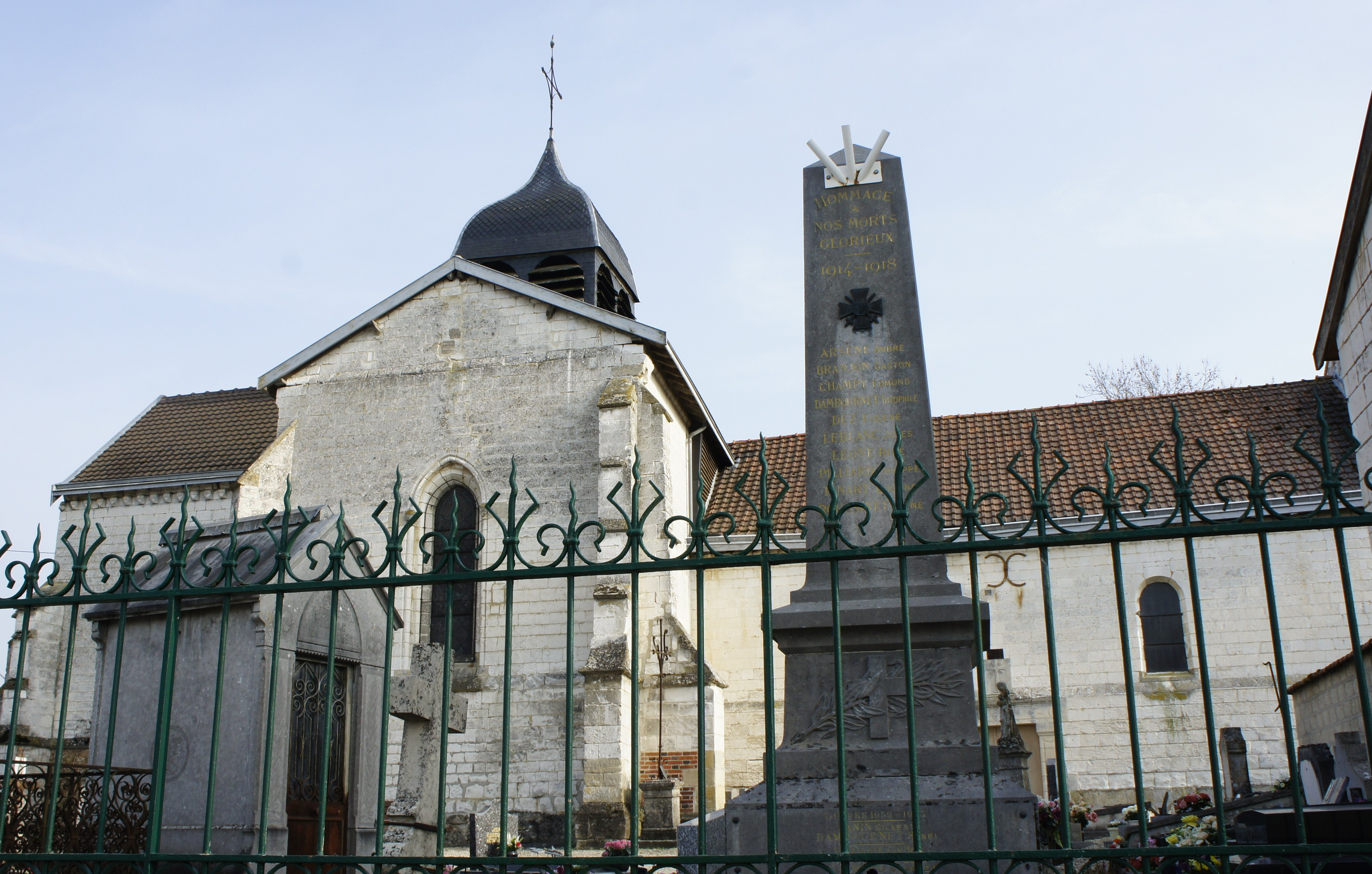
Kriegerdenkmal und Kirche Saint-Jean-Baptiste

- Kirche Saint-Jean-Baptiste